# 马蒂内利大厦
马蒂内利大厦（葡萄牙语: Edifício Martinelli）,有28层，是第一座摩天大楼，位于巴西圣保罗, it 高105米。
该建筑由意大利开发商马蒂内利公司于1922年规划。建筑师是何塞·坎波斯·多·阿马拉尔和劳尔·西尔韦拉·西梅斯。工程于1924年动工，1929年竣工。开业时，它是拉丁美洲最高的建筑，也是世界上最大的混凝土框架建筑。。
从1975年至1979年，市长奥拉沃·塞托瓦尔对这座建筑进行了全面改造。今天，该建筑内驻有市政住房和规划局、Emurb和Cohab-SP公司、SP银行协会总部，大楼一楼开设几家商店。